# Martin Loos (Politiker)
Martin Loos (* 4. Juli 1904 in Zirndorf; † 15. Februar 1978 ebenda) war ein deutscher Politiker (SPD).

## Leben
Loos machte die Berufsausbildung als Mechaniker und Metalldrücker und besuchte Fachkurse sowie Kurse der Volkshochschule Nürnberg. 1928 übernahm er den elterlichen Metallwarenbetrieb und wurde Mitglied der Handwerkskammer Nürnberg und der Spiel- und Metallwarenhersteller-Innung Fürth. 1933 wurde er in den Stadtrat gewählt. Während des Zweiten Weltkriegs wurde er in die Wehrmacht einberufen, ehe er nach München dienstverpflichtet wurde. Im September 1945 wurde er zum Abteilungsleiter eines Referats in der Stadtverwaltung von Zirndorf ernannt. Nebenamtlich war er für die Organisation der Volkshochschule, Kurse für die berufslose Jugend sowie für die Neuerrichtung der Städtischen Volksbibliothek zuständig. 1946 wurde er in den Kreistag gewählt. Von 1950 bis 1970 gehörte er dem Bayerischen Landtag an. Er gewann dabei stets das Direktmandat in den Stimmkreisen Nürnberg-Land und Fürth-Land, zuletzt im Stimmkreis Fürth-Land, Neustadt an der Aisch.